# وادي عرنة
وادي عرنة هو أحد أودية مكة المكرمة وأشهرها، يقع غرب عرفات، ويخترق أرض المغمس، فيمر بطرف عرفة من جهة الغرب عند مسجد نمرة ثم يجتمع مع وادي نعمان، ويمر جنوب مكة على حدود الحرم، ثم يغرب حتى يفيض في البحر جنوب مدينة جدة على قرابة 30 كيلومتر منها. نهى النبي محمد عن الوقوف فيه بيوم عرفات، فهو الحد الفاصل بين مشعر عرفة ومكة المكرمة.